# 델크레데레
델크레데레(Del credere) 커미션 또는 매주지불보증(買主支拂保證)은 다른 누군가를 통해서 지불하는 대신 직접적인 커미션으로 지불되는 커미션(지불보유능력)이다. 
본인과 제3자 간 계약 당사자 관계를 확립할뿐 아니라 본인에게 제3자 계약의 적정이행도 보증한다.